# Хаш (мультфільм)
«Хаш» — російський короткометражний мультфільм студії «Пілот» 2002 року.

## Сюжет
Історія про трьох поросят,сірого вовка та невдавшийся новий рік. Мультфільм схожий на казку "Троє поросят".

## Творці
- Режисер, сценарист і художник постановник-Андрій Соколов,
- Композитор-Юра Прялкин,
- Художники-Юлія Аулова, Єкатеринбург Бойкова, Степан Біроков, Александр Циммерман, Єлена Філіна, Наталія Макарова, Оксана Фомушкіна.
- Звукорежисер-Вадим Круглої
- Художній керівник-Олександр Татарський.

## Нагороди
- Приз за саме смішніше кіно на VII відчиненому  російськом фестивалі анімаційного кіно у Суздаль,2002
- Приз за кращий мультфільм на VIII кінофестивалі "Дебют Кінотавр. Короткий метр", Сочі, 2002.

| Прапор Росії | Це незавершена стаття про Росію. Ви можете допомогти проєкту, виправивши або дописавши її. |